# Šešuvis
De Šešuvis is een 114 kilometer lange rivier in het westen van Litouwen. Het is de grootste zijrivier van de Jūra. De Šešuvis ontspringt in Šienlaukis en stroomt in zuidwestelijke richting naar de Jūra. De belangrijkste zijrivieren van de Šešuvis zijn de Ančia, de Šaltuona, de Agluona, de Žalpė, en de Įkojis.